# Barom Reamea
Barom Reama est le souverain de l’Empire khmer de 1366 à 1373 ou de 1369 à 1378.

## Biographie
Barom Reama ou « Parama Râma» est le fils aîné du roi Lampong Reachea
Il succède à son oncle Soriyoteï Ier.
Son règne de sept ans est pacifique car à cette époque le Royaume d'Ayutthaya avait entrepris de regrouper par la force sous son autorité les principautés autonomes des Thaïs du Nord.
Le nouveau roi entre en contact avec Hong-Wu, le premier empereur de la dynastie chinoise des Ming avec qui les relations se développeront sous les règnes suivants.
Vers 1379, les annales chinoises évoquent un nouveau roi du Cambodge « Ts'an-ta Kan-wou-tchö-tch'e-ta-tche (Samdach Kambujâdhirâja) » qu'il faut sans doute identifier avec Parama Râma.
Barom Reachea meurt a priori sans héritier et sa succession est assurée par son frère cadet Thommo Soccoroch.